# NetBSD
NetBSD je odprtokodni (dovoljenje BSD) operacijski sistem iz družine *BSD. Izhaja iz Unixa 4.3BSD in 386BSD. Ime je dobil na podlagi dejstva, da so razvijalci razkropljeni po vsem svetu in komunicirajo med seboj le prek interneta. Od 20. aprila, 2004 je NetBSD tudi registrirana blagovna znamka v lasti NetBSD Fundacije.
NetBSD je bil prvi prosto dostopen operacijski sistem iz te družine, saj je prva različica (0.8) izšla aprila 1993. Razvijati so ga pričeli Chris Demetriou, Adam Glass, Charles Hannum in Theo de Raadt, kateri je konec leta 1995 zaradi nesoglasij zapustil projekt in nadaljeval delo pri hčerinskem projektu OpenBSD. Zadnja stabilna različica v tem trenutku je 6.1 (26. december, 2012).
Najznačilnejša lastnost sistema je prenosljivost. Drevo izvorne kode je eno samo, prevesti pa ga je mogoče tako, da deluje na 57 platformah (med 15 različnimi procesorskimi arhitekturami). To tudi pomeni, da je vsaka od strojne opreme neodvisna značilnost takoj na voljo v izvedbah za vse te arhitekture. Razvoj gonilnikov je ravno tako strojno neodvisen (npr. gonilnik za kartico na vodilu PCI deluje na vseh arhitekturah, ki podpirajo to vodilo). Zaradi tega in razpoložljivosti vseh potrebnih razvojnih orodij za navzkrižno prevajanje utegne uspeti tudi na področju vgradnih sistemov.
S prenosljivostjo je povezan tudi uradni moto »Of course it runs NetBSD«, kar bi lahko prevedli kot »Seveda je na tej strojni opremi mogoče pognati NetBSD«.
Za nameščanje programske opreme, ki ni del operacijskega sistema, skrbi sistem pkgsrc. Če želimo namestiti program, se moramo tako le postaviti v ustrezen imenik, pognati "make install", ki bo nato sam naložil izvorno kodo, jo odpakiral, izvedel ustrezne nastavitve, prevedel in namestil tako, da ga lahko pozneje odstranimo. Uporabimo lahko tudi že vnaprej prevedene programe (packages), katerikoli način izberemo, bo vedno poskrbljeno, da se bodo namestili tudi paketi, od katerih je želeni odvisen. Po načelu prenosljivosti je sistem pkgsrc mogoče prirediti tudi za druge operacijske sisteme.

## Izdaje
V tabeli so razvidne glavne izdaje NetBSDja in pomembnejše funkcije v obratnem kronološkem redu. Manjše izdaje in popravki niso vključeni.
| Barva  | Pomen                 |
| ------ | --------------------- |
| Zelena | Izdaja je podprta     |
| Rdeča  | Izdaja ni več podprta |

| Glavne izdaje | Datum izida         | Pomembnejše funkcije in spremembe |
| ------------- | ------------------- | --- |
| 6.1           | 18. maj, 2013       | Številni popravki, podpora za ethernet in USB za Raspberry Pi Model B, podpora za Applov Thunderbolt na Gigabit adapter, in prenos GNU/Linuxove flock komande. |
| 6.0           | 17. oktober, 2012   | Podpora za lokalno shranjavanje, Funkcionalnost za Logical Volume Manager, prepisan sistem za diskovne kvote, nov podsistem za upravljanje s flash napravami in NAND kontrolerji, eksperimentalni CHFS datotečni sistem za flash naprave, podpora za Multiprotocol Label Switching protokol. Ta izdaja uvede tudi NetBSD Packet Filter (NPF) – novi paketni filter, dizajniran s podporo za večprocesorske sisteme, kateri lahko filtrirajo promet preko TCP/IP, stateful inspection in Network Address Translation. Podpora za SMP za Xen domU jedra, suspend/resume podpora za Xen domU, PCI pass-through podpora za Xen3 in dodatke za balloon gonilnik. Izboljšano MIPS platformo z dodano podporo za SMP in 64 bitno podporo (O32, N32, N64 ABI-ji so podprti) procesorjev, DSP v2 ASE podaljšanje, različne NetLogic/RMI procesorske modele, Loongson družino procesorjev in nove SoC plošče. Izboljšan SMP na PowerPC portu in dodana podpora za Book E Freescale MPC85xx (e500 jedro) procesorje. Arhitektura Arm je pridobila podporo za Cortex-A8 procesorje, različne nove SoC-e in začetno podporo za Raspberry Pi. V zvezi s problemom za leto 2038, je funkcija time t bila razširjena na 64 bitni tip na vseh NetBSD portih. |
| 5.0           | 29. april, 2009     | Prepisan strukturni podsistem na modelu 1:1 in prepisana rokovniška implementacija. Podpora za nova jedra, dodatki za POSIX rokovnike v realnem času, dinamični CPU seti za strukturne sisteme, jemalloc spominski lokator. Metapodatki za datotečni sistem FFS, poznan kot WAPBL. Prepisani moduli za jedro, kateri bodo zamenjali stare module. |
| 4.0           | 19. december, 2007  | Dodana podpora za slab lokator, iSCSI, CARP, Xen, Kernel, Veriexec in ostale varnostne podaljške. |
| 3.0           | 23. december, 2005  | Dodana podpora za Xen 2.0. Podpora za datotečne sisteme > 2 terabajta. Moduli za avtentikacijo. OpenBSD paketni filter je bil integriran kot IPFilter. Podpora za UFS. |
| 2.0           | 9. december, 2004   | Dodatna POSIX struktura in SMP podpora na i386 in ostalih platformah. Podpora za platformo AMD64. Podpora za UFS2 in SMBFS. Dodan kqueue. |
| 1.6           | 14. september, 2002 | Uvedena je bila podpora za UBC, katera združuje datotečni sistem z virtualnim spominom. Podpora za TCP in UDP poti. Deset novih platform, nova implementacija za navzkrižno sestavljanje (build.sh), podpora za multibyten LC_CTYPE locales. |
| 1.5           | 6. december, 2000   | IPv6 in IPsec sta bila dodana v mrežni sklop. OpenSSL in OpenSSH sta bila vključena. Nova implementacija rc.d mehanizma za zagon. Začetek migracije ELF formata. ktruss orodje za sledenje jedra. Šest novih platform, vključno z SPARC64. Dodana podpora za FFS posodabljanje in podpora za NTFS datotečni sistem. |
| 1.4           | 12. maj, 1999       | Podpora za UVM podsistem za virtualni spomin, RAIDframe programska RAID implementacija, vključno z IPfilter. Kompletna integracija preostalega 4.4BSD Lite-2 jedra. Nove platforme Power Macintosh in NeXTcube. Polna USB podpora. |
| 1.3           | 9. marec, 1998      | XFree86 struktura je bila vključena v distribucijo. Podpora za ISA "Vključi in zaženi", PCMCIA, ATAPI in APM. Dodana sta bila datotečna sistema ext2fs in FAT32. Sistem za posodabljanje distribucije pkgsrc je bil na novo predstavljen. |
| 1.2           | 4. oktober, 1996    | Podpora za NFS verzija 3, SCSI skener in menjalec za medije. Network Time Protocol dodan v jedro. Novi platformi ARM in Sharp X68k. |
| 1.1           | 26. november, 1995  | Nove platforme DEC Alpha, Atari TT/Falcon030 in MVME68k. Binarna emulacija in generični avdio podsistem. |
| 1.0           | 26. oktober, 1994   | Prva izdaja za več platform, s podporo za PC, HP 9000 Serija 300, Amiga, 68k Macintosh, Sun-4c serijo in PC532. V tej izdaji, je bila zamenjana koda sistema NET/2 z 4.4BSD-lite s pravilnikom BSD licence. Dodane knjižnice in Kerberos 5. |
| 0.9           | 20. avgust, 1993    | Izdaja je vsebovala mnogo popravkov in posodobitev. To je bila izdaja, katera je podpirala samo PC -kompatibilno platformo, čeprav je bila podpora za ostale platforme že uvedena. Dodana je bila še podpora za jedrne module. |
| 0.8           | 20. april, 1993     | Prva uradna izdaja, prenešena iz sistema 386BSD 0.1 s popravki iz verzije 0.2.2, z mnogo programske opreme iz Net/2 izdaje, katera je manjkala v 386BSD z raznimi drugimi posodobitvami. |

Do leta 2004, so bile izdaje NetBSDja 1.x narejene v letnih intervalih, z manjšimi popravki med izdajami. Od izdaje 2.0 dalje, se je vsaka naslednja izdaja ujemala s prejšnjo stabilno izdajo. Za izdajo 2.0 je sledila 3.0 in 4.0. Prejšnje manjše izdaje so zdaj razdeljene v dve kategoriji:
- x.y za stabilne izdaje
- x.y.z za izdaje, ki vsebujejo varnostne popravke in kritične popravke